# Антоний Йоанович
Антоний Йоанович е български зограф и духовник, монах в Кичевския манастир.

## Биография
Произходът на Антоний Монах е неизвестен. Роден е към края на XVIII век. Замонашва се в Кичевския манастир и вероятно е някъде от Кичевско.
Първите му засвидетелствани дела са от 1810 година в Бигорския манастир. Работи в „Свети Атанасий Велики“ в Октиси (1812), във „Въведение Богородично“ в Долно Мелничани (1816), в Кичевския манастир (1819).
В 1821 година изписва църквата „Успение Богородично“ в село Собина, Вранско (днес квартал на Враня). Антоний е автор на серия икони в тази църква, но най-впечатяваща е тази на Свети Илия (70 x 170). Иконата е сложно композирана, а сцените са рисувани в разнообразни по вид полета, обградени с барокови волути отстрани. На иконата Антоний се е подписал: "Антон мѿнах ѿ Кичевски манастир". В 1830 година работи в „Свети Никола Геракомия“ в Охрид, а в 1838 година в „Големи Свети Врачи“.
Благодарение на силно индивидуалния му, подчертано бароков стил, могат да му се припишат много иначе неподписани творби. Подписите му са и на славянски и на гръцки.
Творбите на Антоний Монах се отличават със завидно колористично чувство, което той прилага като добър художник и стилист. Без да излиза от установените канони, стилът на Антоний се характеризира с чистота на линиите, чувство за монументалност и усложняване на традиционните композиции.
Умира около средата на XIX век.